# Cừu Dolly
Cừu Dolly (hay còn gọi là Cừu nhân bản; 5 tháng 7 năm 1996 – 14 tháng 2 năm 2003) là một con cừu Dorset Phần Lan cái và là động vật có vú đầu tiên được nhân bản vô tính trên thế giới. Nó được tạo ra bởi Ian Wilmut, Keith Campbell và các cộng sự tại Viện Roslin ở Edinburgh, Scotland.
Dolly là động vật có vú được nhân bản vô tính đầu tiên được tạo ra từ tế bào sinh dưỡng trưởng thành nhờ áp dụng phương pháp chuyển nhân. Việc tạo ra Dolly đã chứng tỏ rằng một tế bào được lấy từ những bộ phận cơ thể đặc biệt có thể tái tạo được cả một cơ thể hoàn chỉnh. Đặc biệt hơn, điều này chỉ ra, những tế bào xôma đã biệt hóa và trưởng thành từ cơ thể động vật dưới một số điều kiện nhất định có thể chuyển thành những dạng toàn năng (pluripotent) chưa biệt hóa và sau đó có thể phát triển thành những bộ phận của cơ thể con vật. Cái tên Dolly bắt nguồn từ việc nó được tạo ra từ tuyến vú của một con cừu cái, do đó nó được đặt theo tên của Dolly Parton, nữ ca sĩ nhạc đồng quê nổi tiếng.

## Ra đời
Dolly là kết quả của một quá trình nghiên cứu lâu dài của Viện Roslin dưới sự tài trợ của Chính phủ Anh. Việc tạo Dolly sử dụng công nghệ chuyển nhân tế bào soma, trong đó nhân tế bào từ một tế bào trưởng thành (lấy từ một con cừu cái giống cừu Dorset Phần Lan - Finn Dorset) được chuyển sang một noãn bào chưa thụ tinh (tức tế bào trứng đang phát triển - lấy từ một con cừu cái giống Blackface). Tế bào lai sau đó được kích thích phân chia bằng phương pháp sốc điện và phát triển sang dạng phôi bào (blastocyst) rồi được cấy vào tử cung của một con cừu thứ ba. Sau khi được sinh ra, Dolly giống hệt bố thành về cả hình dáng lẫn tính tình.Trong những năm trước đó, nhóm nghiên cứu đã thành công trong việc nhân bản cừu từ tế bào phôi . Tuy nhiên, đó hoàn toàn không phải là một bước đột phá khi mà trước đó đã có hàng loạt các sinh vật được tạo ra từ mô phôi, kể từ năm 1958 với loài ếch Xenopus laevis. Cừu Dolly là sinh vật nhân bản đầu tiên được tạo ra từ một tế bào động vật trưởng thành. Tuy vậy, quá trình nhân bản lại có hiệu suất rất thấp: từ 277 quả trứng thì chỉ có 29 phôi được tạo thành, trong đó chỉ có ba con cừu được sinh ra và duy nhất Dolly sống sót. Việc tạo ra Dolly đã được đánh dấu như một bước tiến quan trọng trong sự phát triển của sinh học hiện đại .

## Đời sống

Mô hình nhân bản cừu Dolly.

Dolly sống đến hết cuộc đời ở Viện Roslin. Nó đã ba lần sinh nở với một con cừu đực giống Welsh Mountain (tên là David) và có tổng cộng sáu đứa con: lần đầu sinh một con mang tên Bonnie vào năm 1998, sau đó là sinh đôi năm 1999 và sinh ba vào năm 2000.. Vào mùa thu năm 2001, khi 5 tuổi, Dolly bị mắc chứng viêm khớp và trở nên đi lại khó khăn, nhưng sau đó đã được điều trị bằng thuốc chống viêm thành công.
Vào 14 tháng 2 năm 2003, Dolly đã được tiêm một mũi tiêm gây chết không đau đớn (cái chết êm ái) nhằm thoát khỏi bệnh phổi đang trở nên trầm trọng . Thông thường một con cừu giống Finn Dorset như Dolly có vòng đời từ 12 đến 15 năm, tuy nhiên Dolly chỉ sống được đến 7 tuổi. Một kiểm tra trước đó cho thấy, nó đã mắc một loại ung thư phổi gọi là Jaagsiekte, một bệnh thường gặp ở cừu gây ra bởi loài Retrovirus JSRV . Những nhà khoa học ở Roslin phát biểu rằng họ không nghĩ là có mối liên quan giữa bệnh tật và việc Dolly là một con vật nhân bản, và những con cừu khác trong đàn cũng chết vì bệnh tương tự. Và những bệnh về phổi thì lại đặc biệt nguy hiểm cho những con vật nuôi trong nhà, giống như trường hợp Dolly được nuôi ở bên trong vì lý do bảo mật.
Tuy nhiên, một số người tin rằng tác nhân gây ra cái chết của Dolly là việc nó được sinh ra với bộ gen của một con cừu 6 tuổi, tương đương với tuổi của con cừu Finn Dorset khi được dùng để nhân bản. Cơ sở của ý kiến này là việc phát hiện ra rằng telomere (đoạn cuối của DNA) của Dolly rất ngắn, mà điều này được coi như kết quả của quá trình lão hóa .

## Trong văn hóa
Năm 2002, Steve Reich, nhà soạn nhạc cổ điển đương đại, đã viết tác phẩm Three Tales, trong đó màn 3 được đặt tên là Dolly, phản ánh sự nhân bản Dolly trong quá trình phát triển của khoa học công nghệ của thế kỉ 20, cũng như những hệ quả mang tính lịch sử của nó.